# Kalarippayattu
Kalarippayatt (kort kaldet kalari) er en indisk kampkunst fra Kerala. Der er meget, der tyder på, at kunsten kan være oprindelsen til al asiatisk kampkunst. Den vurderes til at være 4-5.000 år gammel. Der er således mange fællestræk med silat, tidlig Kung Fu og andre kampformer. Derfor kaldes Kalari for moderen til alle kampkunster.
Kalari udøves i serier, som skal mestres, før man kan fortsætte til næste disciplin. Således skal man igennem en række smidigheds-, styrke- og konditionsøvelser, før man begynder den egentlige træning. Disse øvelser kaldes Maipayatt.
Våbentræningen foregår på samme vis i serier med flere forskellige våben. Disse er:
- Kolthari (stokkekamp)
  - Kettukari (5 fods stav)
  - Kuruvadi (3 sektions stav)
  - Otta (S-formet stav)
  - Gada (scepter-lignende kølle)
- Anga Thari (blankvåben)
  - Urumi (5 fods fleksibelt sværd)
  - Churika (2-ægget sværd)
  - Kuntham (spyd)
  - Kattaram (2-ægget daggert)
- Dhanus (bue og pil)
- Puliyangam (skjold)
- Verumkai (våbenløs kamp)

Der er flere våben og våbnene kombineres i kampserier m.v.